# Eugeniusz Chrościcki
Eugeniusz Czesław Chrościcki (ur. 30 grudnia 1894 w Warszawie, zm. wiosną 1940 w Charkowie) – rotmistrz Wojska Polskiego, działacz niepodległościowy, kawaler Orderu Virtuti Militari, ofiara zbrodni katyńskiej.

## Życiorys
Urodził się 30 grudnia 1894 w Warszawie, w rodzinie Wincentego i Franciszki z Rudzkich. Przed wybuchem wojny należał do „Sokoła”, a następnie wstąpił do Legionów Polskich i służył w 1 pułku ułanów. Od 5 lutego do 31 marca 1917 był słuchaczem kawaleryjskiego kursu oficerskiego przy 1 puł w Ostrołęce. Kurs ukończył z wynikiem dostatecznym. Posiadał wówczas stopień starszego ułana.
Po zakończeniu wojny został przyjęty do Wojska Polskiego i zweryfikowany do stopnia porucznika ze starszeństwem z dniem 1 czerwca 1919. W szeregach 11 pułku ułanów odbył kampanię ukraińską i bolszewicką. Brał udział w obronie Lwowa i walkach o Wilno. Od 1921 został przeniesiony do rezerwy i przydzielony do 25 pułku ułanów Wielkopolskich. W 1934 jako oficer rezerwy pozostawał w ewidencji Powiatowej Komendy Uzupełnień Łuków i w dalszym ciągu posiadał przydział w rezerwie do 25 puł w Prużanie. Na stopień rotmistrza rezerwy został mianowany ze starszeństwem z 19 marca 1939 i 12. lokatą w korpusie oficerów kawalerii.
W okresie międzywojennym pracował w rolnictwie, był administratorem dóbr księcia Czetwertyńskiego w Rudzieńcu.
W czasie kampanii wrześniowej 1939 – po agresji ZSRR na Polskę – w nieznanych okolicznościach dostał się do niewoli sowieckiej. Przebywał w obozie w Starobielsku. Wiosną 1940 został zamordowany przez funkcjonariuszy NKWD w Charkowie i pogrzebany potajemnie w bezimiennej mogile zbiorowej w Piatichatkach, gdzie od 17 czerwca 2000 mieści się oficjalnie Cmentarz Ofiar Totalitaryzmu w Charkowie. Figuruje na Liście Starobielskiej NKWD, pod poz. 3575.
5 października 2007 minister obrony narodowej Aleksander Szczygło mianował go pośmiertnie na stopień majora. Awans został ogłoszony 9 listopada 2007 w Warszawie, w trakcie uroczystości „Katyń Pamiętamy – Uczcijmy Pamięć Bohaterów”.

## Ordery i odznaczenia
- Krzyż Srebrny Orderu Virtuti Militari nr 3658 (1922)[14][15]
- Krzyż Niepodległości (20 lipca 1932)[16]
- Krzyż Walecznych (1922)[17]